# Commissione per l'occupazione e gli affari sociali del Parlamento europeo
La commissione per l'occupazione e gli affari sociali (EMPL, abbreviazione del francese emploi) è una commissione permanente del Parlamento europeo.

## Competenze
In base al regolamento del Parlamento europeo la commissione per l'occupazione e gli affari sociali è la:
1. la politica dell'occupazione e tutti gli aspetti della politica sociale, comprese le condizioni di lavoro, la sicurezza sociale, l'inclusione sociale e la protezione sociale;
2. i diritti dei lavoratori;
3. le misure per la salute e la sicurezza sul luogo di lavoro;
4. il Fondo sociale europeo;
5. la politica di formazione professionale, comprese le qualifiche professionali;
6. la libera circolazione dei lavoratori e dei pensionati;
7. il dialogo sociale;
8. tutte le forme di discriminazione sul luogo di lavoro e nel mercato del lavoro, eccetto quelle fondate sul sesso;
9. le relazioni con:
  - il Centro europeo per lo sviluppo della formazione professionale (Cedefop),
  - la Fondazione europea per il miglioramento delle condizioni di vita e di lavoro,
  - la Fondazione europea per la formazione,
  - l'Agenzia europea per la sicurezza e la salute sul lavoro,

nonché le relazioni con altri organismi dell'Unione ed organizzazioni internazionali interessati.»
(Regolamento del Parlamento europeo, Allegato V: Attribuzioni delle commissioni parlamentari permanenti, art. VII.)

## Presidenti
| Periodo          | Presidente               | Gruppo         | Nazionalità |
| ---------------- | ------------------------ | -------------- | ----------- |
| 2005 - 2009      | Jan Andersson            | PSE            | Svezia      |
| 2009 - 2014      | Pervenche Berès          | PSE            | Francia     |
| 2014 - 2019      | Thomas Händel            | GUE/NGL        | Germania    |
| 2019 - 2022      | Lucia Ďuriš Nicholsonová | RE (prec. ECR) | Slovacchia  |
| 2022 - 2024      | Dragoş Pîslaru           | RE             | Romania     |
| 2024 - in carica | Li Andersson             | GUE/NGL        | Finlandia   |